# Джаджар (округ)
Джаджар (англ. Jhajjar, хинди झज्‍जर ज़िला) — округ в индийском штате Харьяна. Образован 15 июля 1997 года. Административный центр округа — город Джаджар. Другие крупные города — Бахадургарх и Бери. По данным всеиндийской переписи 2001 года население округа Джаджар составляло 880 072 человека.